# مارتین گئورگیف
مارتین گئورگیف (بلغاری: Мартин Павлов Георгиев؛ زادهٔ ۲۴ سپتامبر ۲۰۰۵) بازیکن فوتبال اهل بلغارستان است.